# Praag-Kunratice
Praag-Kunratice (Tsjechisch: Praha-Kunratice) is een gemeentelijk district van de Tsjechische hoofdstad Praag. Het district valt samen met de gelijknamige wijk Kunratice. Tot 1968 was Kunratice een zelfstandige gemeente, sindsdien is het onderdeel van het administratieve district Praag 4.
Praag-Kunratice grenst in het noorden aan de gemeentelijke districten Praag 4 en Praag 11, in het oosten aan Praag-Šeberov en in het westen aan Praag-Libuš. Ten zuiden van Kunratice ligt de gemeentegrens van Praag. Aan de andere zijde van de grens ligt de gemeente Vestec, onderdeel van de okres Praha-západ.

## Bezienswaardigheden
Te Kunratice bevindt zich de barokke Sint-Jacobskerk (Tsjechisch: Kostel svatého Jakuba Většího - kerk van de heilige Jacobus de Meerdere). Het kerkje werd tussen 1730 en 1736 gebouwd onder architect Jana Arnošta Václava Golče. Het is een centraalbouw met koepel. Het interieur is rijk gedecoreerd met fresco's en barokke hoofd- en zijaltaren met beeldhouwwerk.
In 1990 werd een bronzen buste van TGM, het werk van beeldhouwer Vincenzo Makovský uit 1935 (tweemaal verwijderd in 1940 en 1950) gerestaureerd op het centrale plein van president Masaryk.

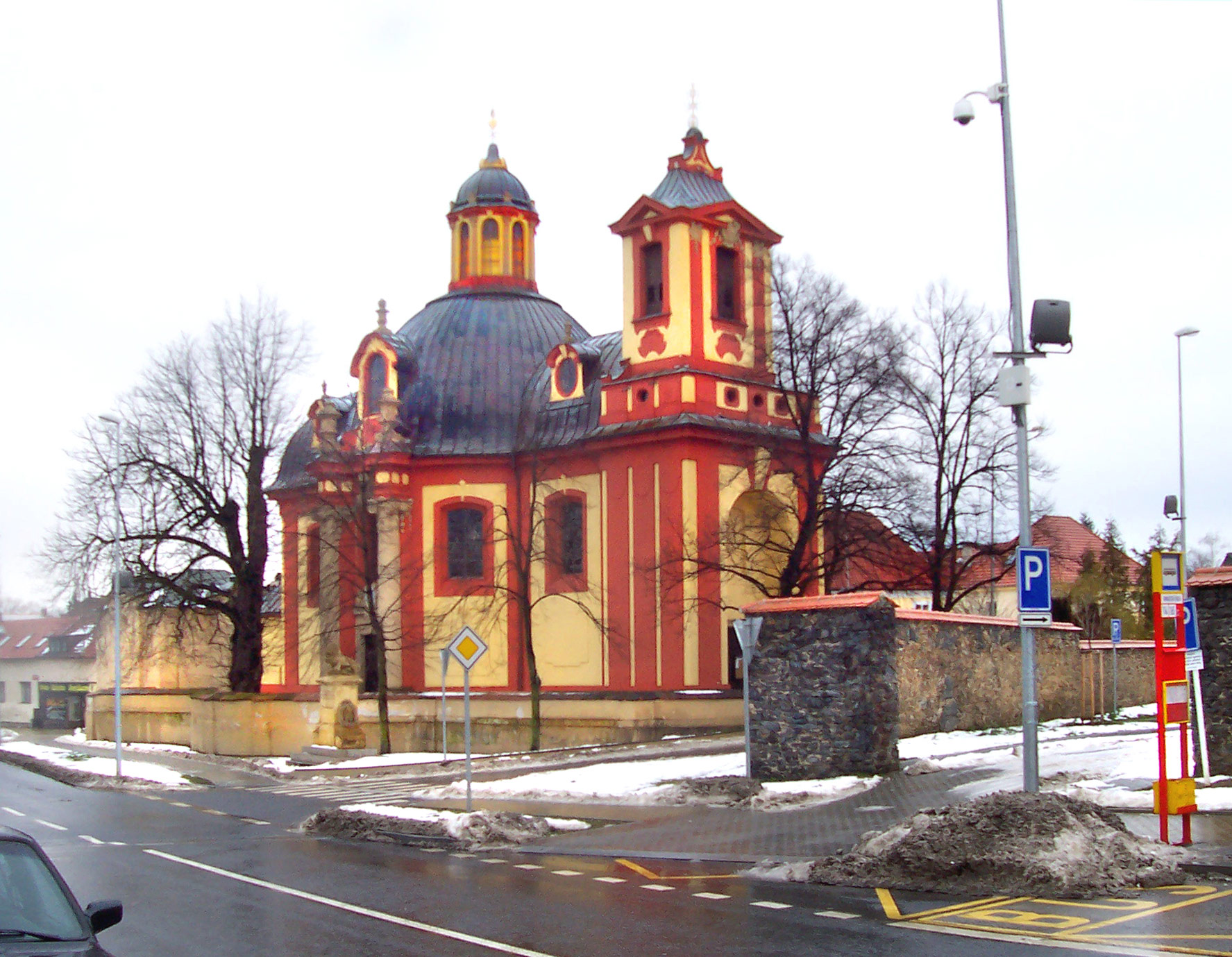
Sint-Jacobskerk

Praag 1 · Praag 2 · Praag 3 · Praag 4 · Praag-Kunratice · Praag 5 · Praag-Slivenec · Praag 6 · Praag-Lysolaje · Praag-Nebušice · Praag-Přední Kopanina · Praag-Suchdol · Praag 7 · Praag-Troja · Praag 8 · Praag-Březiněves · Praag-Ďáblice · Praag-Dolní Chabry · Praag 9 · Praag 10 · Praag 11 · Praag-Křeslice · Praag-Šeberov · Praag-Újezd · Praag 12 · Praag-Libuš · Praag 13 · Praag-Řeporyje · Praag 14 · Praag-Dolní Počernice · Praag 15 · Praag-Dolní Měcholupy · Praag-Dubeč · Praag-Petrovice · Praag-Štěrboholy · Praag 16-Radotín · Praag-Lipence · Praag-Lochkov · Praag-Velká Chuchle · Praag-Zbraslav · Praag 17-Řepy · Praag-Zličín · Praag 18-Letňany · Praag 19-Kbely · Praag-Čakovice · Praag-Satalice · Praag-Vinoř · Praag 20-Horní Počernice · Praag 21-Újezd nad Lesy · Praag-Běchovice · Praag-Klánovice · Praag-Koloděje · Praag 22-Uhříněves · Praag-Benice · Praag-Kolovraty · Praag-Královice · Praag-Nedvězí